# Bàcul (os)

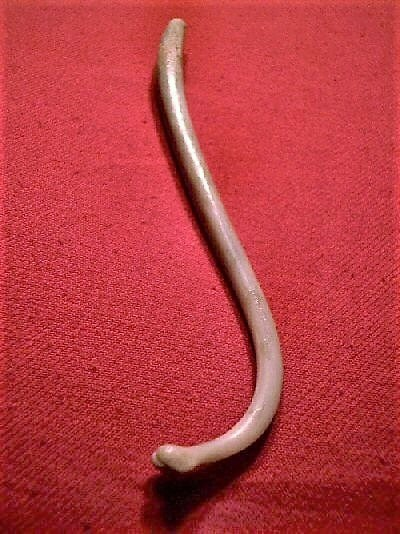
Os penià d'un os rentador

El bàcul, anomenat també os penià, és l'os present al penis d'alguns grups de mamífers, incloent-hi els insectívors, els rosegadors, els carnívors i els primats (excepte en els humans). Pot tenir una forma i unes dimensions molt variades.
Entre les espècies domèstiques, és present en el gos i el gat. Permet al mascle penetrar la femella fins i tot sense tenir el penis erecte, cosa que es produeix durant el coit.
En el cas del gos, la separació forçada del mascle de la femella durant la copulació (juntament amb altres esdeveniments traumàtics) pot causar la fractura de l'os penià. Això pot ser perquè, tot i que l'ejaculació es produeix ràpidament, els animals triguen fins a 30-40 minuts per separar-se, i propietaris mal informats poden interpretar-ho com una copulació fallida i intentar separar els gossos abans que passi el temps necessari.